# Gianluca Saraceni
Gianluca Saraceni (ur. 12 grudnia 1979 w Rzymie) – włoski siatkarz, gra na pozycji przyjmującego. Mierzy 200 cm. 3 razy wystąpił w reprezentacji Włoch.

## Kariera klubowa
- 1997–2002  M. Roma Volley
- 2002–2006  Acqua Paradiso Gabeca Montichiari
- 2006–2007  RPA Perugia
- 2007–2009  Lube Banca Macerata
- 2009–2010  Tonno Callipo Vibo Valentia
- 2010–2011  M. Roma Volley
- 2011  Al Arabi Doha
- 2011-  Panathinaikos Ateny

## Sukcesy
- Puchar CEV: 2000
- Mistrzostwo Włoch: 2000
- Puchar Włoch: 2008
- Superpuchar Włoch: 2008